# Ernesto Adalberto de Harrach

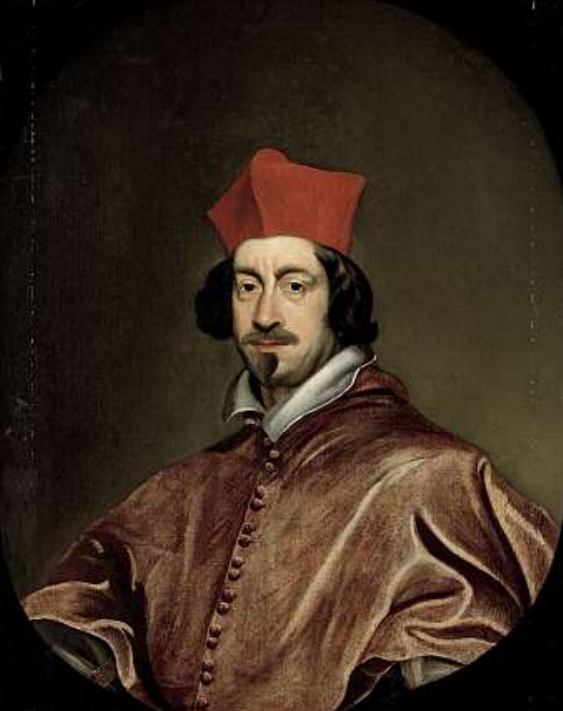
Cardenal Harrach

Ernesto Adalberto de Harrach (en alemán Ernst Adalbert von Harrach), Viena, 4 de noviembre de 1598 - Viena, 25 de octubre de 1667, fue un cardenal y arzobispo austriaco, arzobispo de Praga y príncipe-obispo de Trento.

## Biografía
Ernesto Adalberto era el segundo hijo del barón Karl von Harrach y su esposa, la noble Maria Elisabeth von Schrattenbach.
Tras finalizar sus estudios en el colegio jesuita de Königgrätz, continuó sus estudios en Roma. Siendo aún estudiante, fue nombrado primero tesorero y luego secretario papal. A los 25 años, fue nombrado arzobispo de Praga tras la muerte de su predecesor en el cargo, Jan Lohelius, y fue elevado a la púrpura cardenalicia en 1626.
Resultó en su época un modelo de clérigo sólidamente educado, enérgico y representativo de los valores esenciales. Su visión de la reforma general le acercó a los círculos eclesiásticos posteriores a la Reforma, promoviendo también el aumento de vocaciones al sacerdocio. Con este fin, en 1631 fundó el seminario arzobispal de Praga y en 1655 estableció la diócesis de Litoměřice, mientras que en 1664 fundó la diócesis de Hradec Králové. También hizo construir numerosas iglesias y conventos, acogiendo con libre acceso a casi todas las órdenes religiosas presentes entonces en sus dominios.
En 1665 fue nombrado también príncipe-obispo de Trento.
Murió en Viena el 25 de octubre de 1667.